# Toplányi Sándor
Toplányi Sándor (angolul: Alexander S. Toplanyi) (Magyarország, 1825. – New York, USA, 1886.) magyar honvédfőhadnagy; az amerikai polgárháborúban százados a harmadik néger gyalogezredben.

## Életútja
A bevezetőben ismertetett adatokon kívül bővebb információkat nem kapunk Vasváry Ödön: Lincoln magyar hősei c. kötetéből, A szabadságharcos időszakot Szőcs Géza esszéje és Bona Gábor kötete nyomán foglaljuk össze: Toplányi Sándor 1848 júniusától önkéntes volt a Pozsonyban szerveződő 4. honvédzászlóaljban a felső-tiszai hadtestnél. A délvidéki harcokban tizedes lett. 1848. október 19-től hadnagyi beosztásban teljesített szolgálatot az egri 26. honvédzászlóaljban a felső-tiszai hadtestnél. 1849. március végén áthelyezték a 43. zászlóaljhoz, ugyanitt 1849. május 17-től szám feletti főhadnagy és Görgei Artúr tábornok mellett parancsőrtiszt volt, később Klapka György tábornok vezérkarához tartozott Komárom feladásáig, tehát az utolsó pillanatig.
Komárom feladása után az Egyesült Államokba emigrált, ahol a polgárháborúban az unionisták oldalán harcolt, rengeteg magyar honvédtiszthez hasonlóan és néhányukhoz hasonlóan igen magasra emelkedve a katonai ranglétrán. Helyes Szőcs Géza megjegyzése, emelkedtek a magyar emigráns katonák is a ranglétrán az északi hadseregben, hiszen az amerikai polgárháború kezdetén a hivatásos amerikai hadseregből a képzett katonákból sokan az Amerikai Konföderációs Államok seregeibe álltak be. Nagy szükség volt a képzett és harcedzett magyar emigráns katonákra.
Vida István Kornél kutatásai hoztak újabb eredményeket Topolányi amerikai katonai karrierjét illetően, mely szerint Toplányi az 5. New York-i tüzérséghez lépett be, mint közlegény, s önerejéből főhadnaggyá küzdötte fel magát. 1863 áprilisában vizsgáló bizottság elé állították, ahol katonai szakmai felkészültségét találták hiányosnak, becsületessége, angol nyelvtudása ellen nem volt kifogás. Toplányi nem hagyta annyiban a dolgot, második vizsgáló bizottságot kért, s itt már majdnem minden kérdésre meg tudott felelni. Barry dandártábornok kiváló tüzérségi tisztnek nevezte, aki legalább annyira jó, ha nem jobb, mint a többi tüzérségi tiszt. Sőt, William Birney (1819-1907) tábornok javaslatára a 3. néger gyalogezred századosa lett. Eliakim P. Scammon (1816-1894) dandártábornok még másfél évtized múlva is emlegette, hogy mennyire csodálta Toplányit, hogy az iskolázatlan néger emberekből fegyelmezett, hatékony alakulatot tudott szervezni. Eredményes munkájának köszönhette, hogy jó hírnevének megtartása mellett szerelhetett le, pedig ittas állapotban egy alkalommal megvert egy néger katonát mondván elaludt az őrségben.
A polgárháború befejezése után Toplányi New Yorkban telepedett le, s bekapcsolódott a New York-i magyar közéletbe, különböző egyletekben, klubokban tevékenykedett. 1872 szeptember végén megválasztották a Hungarian Grant and Wilson Campaign Club elnökének, főleg veterán katonákkal barátkozott. A civil életben a Marine Bíróságon rendőrbíróként dolgozott, de az italozás itt sem tett jót pályafutásának, túlkapásokat követett el, e miatt 1874 január 9-én elmozdították állásából. Toplányi 1884-ben még hazalátogatott Magyarországra, Budapesten töltött egy kis időt. 1886-ban hunyt el.

## Magánélete
1869-ben megnősült Brooklynban, felesége született Leila Bludenburgh, házasságukból 1870-ben született egy kislány, Leila Grace Toplanyi.

## Emlékezete
- Megörökítették nevét a washingtoni Afroamerikai Polgárháborús Emlékmű talapzatán.